# Kaïbo-Centre
Pour les articles homonymes, voir Kaïbo.
Kaïbo-Centre est une commune rurale située dans le département de Bindé de la province du Zoundwéogo dans la région du Centre-Sud au Burkina Faso.

## Géographie
Kaïbo-Centre est situé à 9 km à l'est de Bindé et à 11 km au nord de Manga. La commune est traversée par la route nationale 17 reliant Tamboué à Sangha.

## Santé et éducation
Kaïbo-Centre accueille un centre de santé et de promotion sociale (CSPS) tandis que le centre médical (CMA) le plus proche se trouve à Manga.